# Nilzo Antônio da Silva
Nilzo Antonio da Silva (Rio de Janeiro, 14 de março de 1942 - Rio de Janeiro, 15 de janeiro de 2023) foi um futebolista brasileiro que atuava como atacante.

## Carreira
Após ter passado pelo futebol de salão do America-RJ, começou sua carreira no Botafogo, ainda juvenil, categoria da qual foi campeão carioca.
Em 1960, foi contratado pelo Metropol, de Criciúma. No ano seguinte, sagrou-se campeão catarinense, sendo bi-campeão em 1962, ano em que chegou à Seleção Catarinense.
Atuou no Santos FC por quase um ano, entre 1963 e 1964. Depois de meses na reserva de Pelé, resolveu "peitar" o então técnico Lula e foi dispensado.
Ainda em 1964, chegou ao Internacional, por Cr$ 17 milhões.
Voltou ao Metropol em 1965, sendo vice-campeão estadual.
Atuou no Comerciário em 1966, onde foi considerado o “Pelé Catarinense”.
Nilzo chegou no Ferroviário em março de 1967, com passe comprado por NCr 27.700,00, e fez a sua primeira partida pelo clube contra a Portuguesa-SP, válida pelo Torneio Roberto Gomes Pedrosa.
Após outra passagem pelo Metropol, sendo novamente campeão estadual, e uma passagem pelo Água Verde em 1969, ainda jogou pelo Avaí, este o seu último clube, em 1970.
Após deixar os campos, trabalhou por vários anos como motorista de táxi. Nilzon também era membro do Conselho Deliberativo e Fiscal da escola de samba Estação Primeira de Mangueira.

## Títulos
Metropol
- Campeonato Catarinense: 1961, 1962, 1969
- Taça Brasil - Zona Sudoeste: 1968